# Andreas Žampa
Andreas Žampa (* 13. August 1993 in Kežmarok) ist ein slowakischer Skirennläufer. Er startet überwiegend in den Disziplinen Super-G, Riesenslalom und Slalom und nahm bereits mehrfach an Großereignissen teil. Seine Brüder Adam und Teo Žampa sind ebenfalls Skirennläufer.

## Biografie
Žampa stammt aus Starý Smokovec in der Hohen Tatra. Im Dezember 2008 bestritt er im Alter von 15 Jahren seine ersten FIS-Rennen. Bei vier Teilnahmen an Juniorenweltmeisterschaften in den Jahren 2011 bis 2014 war ein neunter Rang in der Kombination von Québec 2013 sein bestes Ergebnis. Die ersten Einsätze im Europacup hatte er im Januar 2012. Als 17-Jähriger nahm Žampa 2011 in Garmisch-Partenkirchen erstmals an Weltmeisterschaften teil und belegte Rang 82 im Riesenslalom. Nachdem er zwei Jahre später in Schladming sowohl im Riesenslalom als auch im Slalom nicht das Ziel erreicht hatte, klassierte er sich 2015 in Beaver Creek in allen fünf Disziplinen. Ein 29. Platz im Slalom war dabei sein bestes Resultat.
Am 2. Dezember 2012 gab Žampa im Riesenslalom von Beaver Creek sein Weltcup-Debüt. Im Februar 2014 vertrat er sein Land bei den Olympischen Winterspielen in Sotschi und erreichte die Ränge 36 und 32 in Super-G und Riesenslalom, während er im Slalom ausschied. Nach zahlreichen Ausfällen und Nichtqualifikationen für zweite Durchgänge gewann er im Januar 2016 mit Platz 23 in der Kombination von Kitzbühel erstmals Weltcuppunkte. In der Folgesaison 2016/17 gelangen ihm im Riesenslalom drei Platzierungen unter den ersten 30, wobei ein 21. Platz am Chuenisbärgli in Adelboden sein bestes Ergebnis war. Bei den Weltmeisterschaften 2017 in St. Moritz gewann er gemeinsam mit Veronika Velez-Zuzulová, Petra Vlhová und Matej Falat (sowie mit Tereza Jančová und seinem Bruder Adam als Ersatzfahrer) überraschend die Silbermedaille im Mannschaftswettbewerb.
Ein Jahr später verzeichnete Žampa bei den Olympischen Spielen in Pyeongchang vier Starts, schied jedoch in seiner stärksten Disziplin Riesenslalom aus. Bei den Riesenslaloms am Chuenisbärgli in Adelboden erzielte er 2018 und 2019 mit den Rängen 18 und 20 seine besten Weltcup-Ergebnisse. In der Saison 2019/20 konnte er sich in keinem Weltcuprennen für den zweiten Durchgang qualifizieren. Im Winter 2020/21 gelang ihm dies zweimal, in der darauf folgenden Saison 2021/22 einmal. Er nahm an den Olympischen Winterspielen 2022 in Peking teil und fuhr dort im Riesenslalom auf Platz 16. Fast die gesamte Saison 2022/23 musste er verletzungsbedingt pausieren. Bestes Ergebnis des Winters 2023/24 war Platz 24 im Riesenslalom von Bansko.

## Erfolge

### Olympische Spiele
- Sotschi 2014: 32. Riesenslalom, 36. Super-G
- Pyeongchang 2018: 9. Mannschaftswettbewerb, 35. Slalom, 39. Super-G
- Peking 2022: 12. Mannschaftswettbewerb, 16. Riesenslalom

### Weltmeisterschaften
- Garmisch-Partenkirchen 2011: 82. Riesenslalom
- Vail/Beaver Creek 2015: 29. Slalom, 32. Riesenslalom, 39. Alpine Kombination, 41. Abfahrt, 41. Super-G
- St. Moritz 2017: 2. Mannschaftswettbewerb, 34. Riesenslalom, 40. Alpine Kombination
- Åre 2019: 5. Mannschaftswettbewerb
- Cortina d’Ampezzo 2021: 20. Riesenslalom
- Saalbach-Hinterglemm 2025: 28. Riesenslalom

### Weltcup
- 2 Platzierungen unter den besten 20

### Weltcupwertungen
| Saison  | Gesamt | Gesamt | Riesenslalom | Riesenslalom | Kombination | Kombination |
| Saison  | Platz  | Punkte | Platz        | Punkte       | Platz       | Punkte      |
| ------- | ------ | ------ | ------------ | ------------ | ----------- | ----------- |
| 2015/16 | 142.   | 8      | –            | –            | 39.         | 8           |
| 2016/17 | 117.   | 21     | 43.          | 21           | –           | –           |
| 2017/18 | 122.   | 18     | 44.          | 18           | –           | –           |
| 2018/19 | 120.   | 20     | 40.          | 20           | –           | –           |
| 2020/21 | 135.   | 11     | 48.          | 11           | –           | –           |
| 2021/22 | 138.   | 8      | 49.          | 8            | –           | –           |
| 2023/24 | 132.   | 7      | 49.          | 7            | –           | –           |

### Nor-Am Cup
- 1 Sieg:

| Datum             | Ort             | Land | Disziplin    |
| ----------------- | --------------- | ---- | ------------ |
| 20. November 2021 | Copper Mountain | USA  | Riesenslalom |

### Australia New Zealand Cup
- Saison 2016: 1. Riesenslalomwertung
- Saison 2017: 2. Gesamtwertung, 1. Riesenslalomwertung
- 8 Podestplätze, davon 2 Siege

### Juniorenweltmeisterschaften
- Crans-Montana 2011: 20. Kombination, 45. Slalom, 52. Riesenslalom, 73. Abfahrt, 77. Super-G
- Roccaraso 2012: 10. Kombination, 26. Slalom, 35. Super-G, 40. Abfahrt, 42. Riesenslalom
- Québec 2013: 9. Kombination, 21. Slalom, 39. Riesenslalom, 46. Abfahrt, 57. Super-G
- Jasná 2014: 13. Riesenslalom, 28. Slalom, 36. Super-Kombination, 57. Super-G, 59. Abfahrt

### Weitere Erfolge
- 2 slowakische Meistertitel (Riesenslalom 2019 und 2022)
- 2 Podestplätze im Far East Cup